# 府中市立南町小学校
府中市立南町小学校（ふちゅうしりつみなみちょうしょうがっこう）は、東京都府中市南町三丁目にある公立の小学校。

## 沿革
- 1974年(昭和49年) - 小学校開校認可。

- 1975年(昭和50年) - 府中市南町3丁目6番地に開校[1]。

## 校区
- 南町
  - 一丁目（一部を除く）
  - 二丁目
  - 三丁目
  - 四丁目（一部を除く）
  - 五丁目（一部を除く）
- 本町　
  - 四丁目（一部を除く）
- 分梅町
  - 二丁目（一部を除く）
  - 四丁目（一部を除く）
  - 五丁目
- 住吉町
  - 一丁目（一部を除く）